# Тхонг Кхон
Тхонг Кхон (кхмер. ថោង ខុន; р. 23 ноября 1951) — камбоджийский политик, действующий министр туризма Камбоджи (с 1998 года). Член Народной партии Камбоджи. Ранее занимал должность губернатора Пномпеня (1985—1990). 

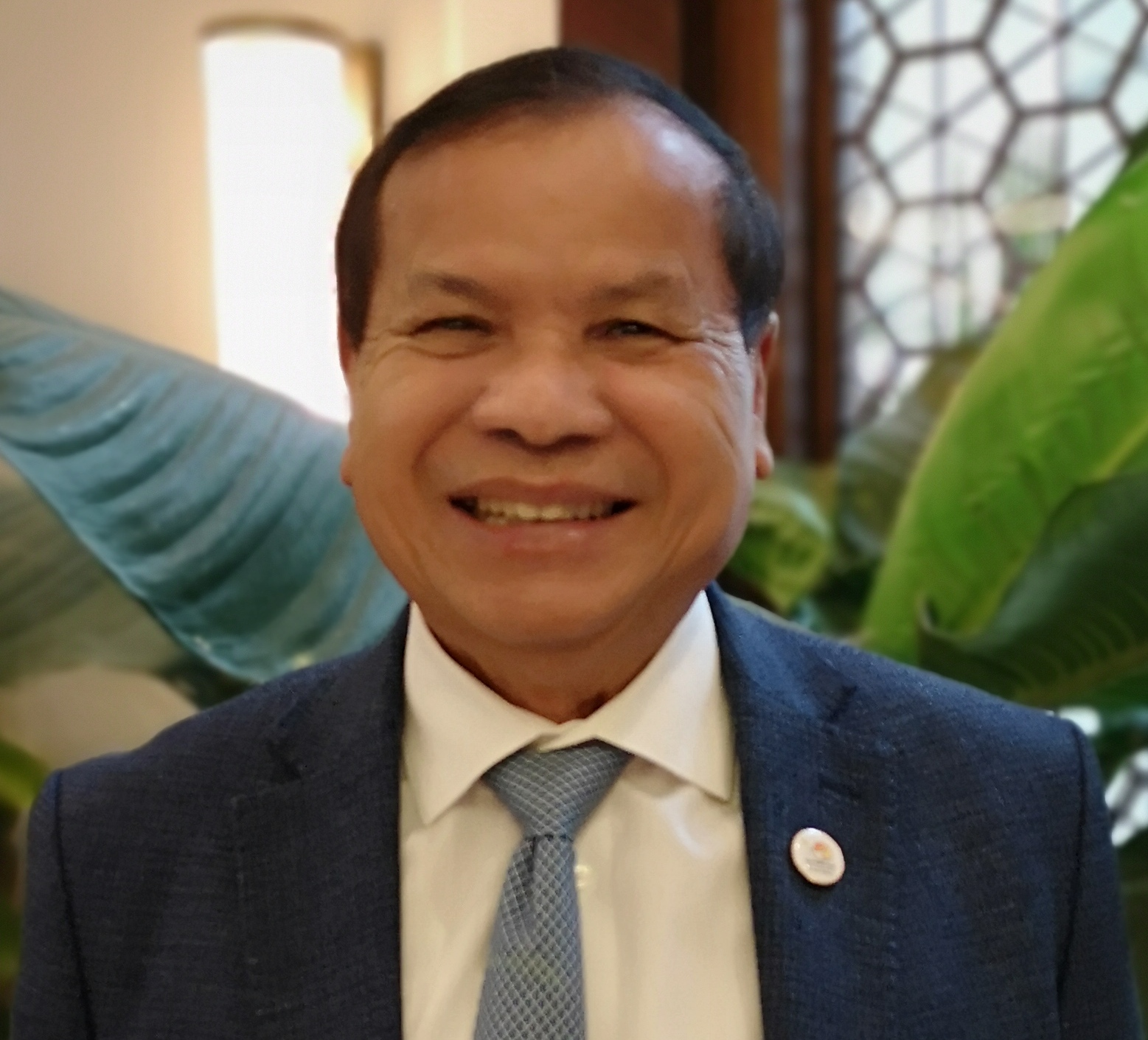
Тхонг Кхон, министр туризма Камбоджи, на Туристическом форуме АСЕАН 2019 в Халонг-Бей, Вьетнам; форум организован TTG Events, Сингапур

## Биография
Тхонг Кхон родился 23 ноября 1951 года. С 1985 по 1990 год занимал должность губернатора Пномпеня. 30 ноября 1998 года возглавил Министерство туризма Камбоджи. В 2003 году был избран депутатом в Национальное собрание (нижнюю палату парламента) от провинции Кампонгтхом.